# Tenuopus unicolor
Tenuopus unicolor är en tvåvingeart som först beskrevs av Becker 1914.  Tenuopus unicolor ingår i släktet Tenuopus och familjen styltflugor.
Artens utbredningsområde är Kenya. Inga underarter finns listade i Catalogue of Life.